# Il rumore dei ricordi
Il rumore dei ricordi è una miniserie televisiva italiana, trasmessa in prima visione su Rai 2 nel 2000 ispirata all'omonimo romanzo di Maria Venturi, pubblicato nel 1999 dall'editore Rizzoli.

## Trama
La protagonista è Linda, trentottenne con due matrimoni finiti alle spalle, una figlia adolescente e un bambino cileno in affido.
Linda è una bellissima donna dall'imponente chioma rossa, grintosa e allegra conduce una vita frenetica e disordinata.
Conosce Matteo, trentenne razionale, preciso e organizzato. I due sono "persone sbagliate che si innamorano al momento giusto" destinati a scontrarsi per le loro diversità. Irrimediabilmente si innamorano... ma come si sa, l'amore, a volte, non basta.